# Hlodníkovití
Hlodníkovití (Latridiidae), je čeleď drobounkých, málo známých brouků. V současné době je známo asi 1050 druhů ve 29 rodech, avšak celkový počet druhů je nepochybně mnohem větší.